# Lord Alfred Douglas
Lord Alfred Bruce Douglas, med smeknamnet "Bosie", född 22 oktober 1870 i Powick i Worcestershire, död 20 mars 1945 i Lancing i West Sussex, var en brittisk poet som är mest ihågkommen som älskare till Oscar Wilde. Han var den tredje sonen till John Sholto Douglas, 9:e markis av Queensberry.